# Chùa Kỳ Viên Trung Nghĩa
Chùa Kỳ Viên Trung Nghĩa hay thường gọi tắt là chùa Kỳ Viên tọa lạc ở số 132 Đường Sinh Trung, phường Vạn Thạnh thành phố Nha Trang tỉnh Khánh Hòa. Chùa nằm trên đỉnh của một trong bốn ngọn đồi Tứ linh nằm giữa lòng thành phố Nha Trang có tên là Bạch Tượng (Voi trắng). Là một ngôi chùa đẹp và lâu đời, chùa cũng là nơi tổ chức các khóa tu hè cho thanh thiếu niên  và các khóa thi Phật pháp 

## Lịch sử
Chùa nguyên là miếu thờ các vị công thần nhà Nguyễn, có tên là miếu Tinh Trung (sau đổi là Sinh Trung) được xây dựng năm 1802 dưới triều Gia Long.
Trong những năm 1948 - 1950 Từ Cung Hoàng thái hậu (mẹ vua Bảo Đại) kinh lý tỉnh Khánh Hòa, đến Nha Trang lên miếu này thấy phong cảnh thích hợp cho một ngôi chùa nên thái hậu đã vận động làng Vạn Thạnh hiến cúng cho Giáo hội Phật giáo tỉnh Khánh Hòa làm nơi thờ Phật.
Qua thời gian tu chỉnh, Giáo hội Phật giáo Tỉnh Khánh Hòa và các Phật tử đã cung thỉnh Hòa thượng Thích Thiện Minh giữ chức Trụ trì. Khi nhận trách nhiệm Trụ trì, Hòa thượng đặt lại tên cho chùa là Linh Sơn Kỳ Viên Khuôn hội. Vì công tác Giáo hội giao nên Hòa thượng giao lại cho Hòa thượng Thích Từ Mãn. Qua thời gian nhận trách nhiệm trụ trì nhưng vì nhận công tác Phật sự tại Đà Lạt, Hòa thượng Thích Từ Mãn đã giao lại cho Hòa thượng Thích Trí Tín. Sau Hòa thượng Thích Trí Tín là Thượng tọa Thích Viên Mãn.
Từ năm 1977, thượng tọa Thích Trí Viên (nay là Hòa thượng Thích Trí Viên, Phó Ban trị sự Phật giáo tỉnh Khánh Hòa, Trưởng ban Hoằng pháp tỉnh Khánh Hòa) đảm nhận trụ trì, từ 1982, chùa bắt đầu đại trùng tu, đến năm 1992 chùa hoàn thành xây dựng trùng tu Chánh Điện, Hậu Tổ và được đổi tên là Kỳ Viên Trung Nghĩa.
Chùa còn là nơi sinh hoạt và tu tập của Đạo tràng Pháp Hoa, một trong những đạo tràng được Hòa thượng Tôn sư Thích Trí Quảng hoằng pháp khắp mọi miền đất nước.
Sáng 5-12 Đinh Dậu(21-01-2018),nhân tuần bách nhật cố HT.Thích Trí Viên-Phó trưởng BTS GHPGVN tỉnh Khánh Hòa, tại chùa Kỳ Viên Trung Nghĩa(phường Vạn Thạnh, tp Nha Trang), Ban Trì Sự GHPGVN tỉnh Khánh Hòa tổ chức lễ công bố quyết định bổ nhiệm TT.Thích Huệ Giáo làm trụ trì chùa Kỳ Viên Trung Nghĩa.
Dự lễ có HT.Thích Quảng Thiện, Thành viên HĐCM, Chứng minh BTS GHPGVN tỉnh Khánh Hòa, HT.Thích Ngộ Tánh, Trưởng BTS GHPGVN tỉnh Khánh Hòa, HT.Thích Minh Thông, Phó Trưởng Ban TT BTS GHPGVN tỉnh; cùng Chư tôn đức tăng ni BTS GHPGVN tỉnh; ông Nguyễn Hữu Dinh, Trưởng Ban Tôn giáo tỉnh Khánh Hòa cùng quý vị đại diện chính quyền tỉnh, thành phố, phường Vạn Thạnh và đông đảo phật tử tham dự.TT.Thích Huệ Giáo trụ trì dâng lời phát nguyện có đoạn viết: Ba mươi bảy năm về trước, khi bước chân vào chùa học đạo, được Bổn sư huấn dưỡng và được sự dạy dỗ của các bậc giáo thọ qua các trường Phật học. Hôm nay con lại được Hòa thượng Bổn sư giao phó giữ trọng trách lớn lao kế thừa trụ trì chùa Kỳ Viên Trung Nghĩa, con xin cúi đầu niệm ân và xin phát nguyện: Nghiêm trì giới luật của người xuất gia, làm tròn nghĩa vụ sứ giả của Như Lai, hoằng pháp độ sinh, thực hiện đúng Hiến chương của Giáo hội, sống “Tốt đạo, đẹp đời”.
Ban đạo từ HT.Thích Ngộ Tánh đã tri niệm và tán thán công đức của cố HT.Thích Trí Viên cùng môn đồ pháp quyến, Hòa thượng nhắn nhủ TT.Thích Huệ Giáo hoàn thành tốt sứ mạng “Trụ pháp vương gia, trì Như Lai xứ". (Trích phatgiao.org.com.vn)